# عمارت (مقاطعة دورود)
عمارت (بالفارسية: عمارت) هي قرية تقع في قسم دورود الريفي (مقاطعة دورود) في إيران. يقدر عدد سكانها بـ 612 نسمة بحسب إحصاء 2016.